# Васоевичи
Васоевичи са най-големия от традиционните родове в Черна гора. Те заемат територия с център Андриевица от поречието на Лева река, приток на река Лим, до областта Бихор.

## Известни Васоевичи
- Слободан Милошевич
- Пуниша Рачич